# Ana Fáez
Ana Fáez Miclin (14 giugno 1972) è una schermitrice cubana.

## Palmarès
In carriera ha conseguito i seguenti risultati:
- Giochi Panamericani:

Santo Domingo 2003: bronzo nella sciabola individuale.
Rio de Janeiro 2007: oro nella sciabola a squadre.